# 蟲師 (映画)
『蟲師』（むしし）は、漆原友紀の同名漫画『蟲師』を原作とし、「AKIRA」の大友克洋が監督、オダギリジョーが主演、「ピストルオペラ」「下妻物語」の小椋悟がプロデューサーを務めた日本映画。2007年3月24日から松竹・東急系にて全国180館で公開され、第63回ヴェネツィア国際映画祭 コンペティション部門、第31回トロント国際映画祭 VISIONS部門、第23回サンダンス映画祭 SPECTRUM部門などの映画祭にも出品された。

## ストーリー
今から100年前の日本。ある日、ギンコは雪が深く積もる山の庄屋で、4本の異様な角が生えた少女・真火と出会い、彼女の病気の原因を探り、治す。その後、彼は蟲の力を文字に封じ込める力を持つ女性・淡幽の体に変異が起きたという知らせを受け、変わった虹を探し求める虹郎と共に彼女の元へと向かう。淡幽を助けるため、ギンコは蟲に取り憑かれて意識を失ってしまう。回復したギンコは、リハビリのため虹郎と光脈を訪ね歩く旅に出る。

## 設定
原作の「柔らかい角」「雨がくる虹がたつ」「筆の海」「眇の魚」などを基にしているが、真火の性別が逆になっている、虹郎が準メインキャストになっている、タイトルロゴが新規のフォントでデザインされている、などの点で異なるほか、原作には見られない当映画のオリジナル設定として、生活空間に電気が通っている描写がある。

## キャスト
- ギンコ - オダギリジョー
- 淡幽（たんゆう） - 蒼井優
- 虹郎（こうろう） - 大森南朋
- ぬい - 江角マキコ
- 庄屋夫人 - りりィ
- たま - 李麗仙
- ぬいの亭主 - 沼田爆
- 旅の商人 - 和田周
- 真火（まほ） - 守山玲愛
- 真火の母 - クノ真季子

## 小説
- 辻井南青紀『小説 蟲師』講談社（KCノベルス）、2007年2月発売、ISBN 4-06-373300-9
  - 上述の映画を原作とし、「常の闇」「禁種の蟲」「阿と吽」「虹の蛇」「書庫の闇」「銀蠱」の一話完結の六部構成。